# Alison Sydor
Alison Jane Sydor (nascida em 9 de setembro de 1966) é uma ex-ciclista profissional canadense, especialista em provas de mountain bike e estrada.
Nos Jogos Olímpicos de Verão de 1996 em Atlanta, ela representou o Canadá e conquistou a medalha de prata na prova de cross-country. Também participou de mais três Jogos Olímpicos, em Barcelona 1992, em Sydney 2000 e em Atenas 2004.